# Раттанакосин
Королевство Раттанакосин (тайск. อาณาจักรรัตนโกสินทร์ [ʔāːnāːt͡ɕàk ráttāná(ʔ)kōːsǐn] произношениео файле) или Королевство Сиам (тайск. สยาม [sajǎːm], произношениео файле) — период в истории Таиланда с 1782 по 1932. 
Раттанакосин был тайским королевством, с центром в городе Бангкок. Раттанакосин включал вассальные государства Камбоджи, Лаоса и некоторые малайские царства. Королевство было основано королём Буддха Йодфа Чулалоке из династии Чакри. 
В первую половину этого периода произошла консолидация власти королевства, хотя и возникали периодические конфликты с Мьянмой, Вьетнамом и Лаосом. Поздний период был периодом взаимодействия Сиама с колониальными державами Англии и Франции, в котором Сиаму удалось стать единственным не являющимся колонией государством в Юго-Восточной Азии. Изнутри государство превратилось в современное, суверенное и централизованное. Значительный экономический и социальный прогресс был связан с увеличением внешней торговли, отменой рабства и расширением образования для зарождающегося среднего класса, однако серьёзных политических реформ не происходило. В конечном счёте в Таиланде абсолютная монархия после мирной июньской революции 1932 года была заменена конституционной монархией.

## История
В 1767 году, после почти 400-летнего периода доминирования в Юго-Восточной Азии, королевство Аютия было разгромлено бирманской армией.
Несмотря на своё полное поражение и оккупацию Бирмой, Сиам быстро восстановился. Сопротивление бирманцам возглавлял дворянин китайского происхождения Таксин, способный военачальник. Первоначально на базе Чантабури на юго-востоке, и в течение года он победил бирманские армии и восстановил сиамское государство со столицей в Tхонбури на западном берегу реки Чаупхраи, в 20 км от моря. В 1768 году он был коронован как король Таксин. Он быстро в 1769 году занял западную Камбоджу. Затем Таксин отправился на юг и вернул Малайский полуостров, а также Пенанг и Теренггану. Таким же образом ему удалось подчинить все соседние лаосские, камбоджийские и вьетнамские государства.
Несмотря на эти успехи, в 1779 году сам Таксин оказался в политической изоляции. В конце концов он начал утверждать, что он реинкарнация Будды и вообще божественная фигура. Иностранные наблюдатели начали подозревать, что скоро он будет свергнут. В 1782 году Таксин послал войска генерала Чакри, будущего Рамы I, вторгнуться в Камбоджу, но, пока они были далеко, вспыхнуло восстание в окрестностях столицы. Повстанцы, которые нашли широкую народную поддержку, предложили престол генералу Чакри. Чакри, движимый долгом, двинулся обратно из Камбоджи и свергнул Таксина, который, как сообщается, был «тайно казнён» вскоре после этого.

### Рама I (1782—1809)
Чакри правил под именем Раматибоди, но в настоящее время известен как Король Рама I, основатель династии Чакри. Одним из первых его решений было перенести столицу через реку в село Бангк Маког (что означает «место с оливковыми сливами»), который вскоре стал городом Бангкок. Новая столица была расположена на полуострове Раттанакосин.
Рама I восстановил большую часть социальной и политической системы, существовавшей в царстве Аютия, принял новые законы, восстановил придворные церемонии и укрепил дисциплину буддийского монашества. Во время его правления были учреждены шесть министерств, которые возглавляли принцы. Армия находилась под контролем брата короля и его ближайшего соратника, Упарата. Бирманцы, видя беспорядок, сопровождавший свержение Таксина, снова вторглись в Сиам в 1785 году. Рама позволил им занять земли на севере и юге, но Упарат, вице-король, его брат, во главе сиамской армии в западном Сиаме уничтожил бирманские войска в битве под Канчанабури. Это было последнее крупное бирманское вторжение в Сиам, хотя ещё в 1802 бирманские войска были изгнаны из Ланны. В 1792 году сиамцы оккупировали Луангпхабанг и захватили Лаос и Камбоджу. К моменту его смерти в 1809, Рама I создал государство вдвое большее, чем современный Таиланд.

### Рама II (1809—1824)
Правление его сына Рамы II Буддхи Лоетлы Нафалая было относительно спокойно. В 1813 случилась конфронтация с Вьетнамом, который являлся влиятельной силой в регионе. Влияние Запада начало все больше ощущаться: в 1785 англичане оккупировали Пенанг и в 1819 они основали Сингапур. Вскоре англичане заменили голландцев и португальцев в качестве основного западного экономического и политического игрока в Сиаме. Англичане были против сиамской экономической системы, в которых князья имели торговые монополии, а торговля могла подвергнутся произвольному налогообложению. В 1821 из Британской Индии была направлена дипломатическая миссия, которая потребовала, чтобы Сиам снял ограничение на свободную торговлю: первый признак, что в XIX веке внутренняя политика Сиама будет регулироваться.

### Рама III (1824—1851)
После смерти Рамы II в 1824, его сменил его сын Чессадабодиндра Нангклао, теперь известный как Рама III. В 1825 британцы контролировали Южную Бирму и были непосредственными соседями Сиама, а их контроль над Малайским полуостровом был расширен. Царь не хотел подчиняться британцам, но его советники предупредили его, что если Сиам не будет сговорчивым, его ждёт та же участь, что и Бирму. Поэтому в 1826 году в Сиаме вступил в силу первый договор о торговле с Западом. Договор обещал ввести в Сиаме единую систему налогообложения, чтобы уменьшить налоги на внешнюю торговлю, а также устранить некоторые королевские монополии. Как результат, торговля Сиама стала быстро расти, количество иностранцев увеличилось, они селились в Бангкоке и оказывали культурное влияние на местное население. Королевство становилось богаче, что позволило улучшить состояние вооружённых сил.
С 1842 по 1845 Сиам провёл успешную войну с Вьетнамом, который усиленно пытался захватить господство над Камбоджей. К этому времени стало ясно, что независимость каждой страны в регионе была фиктивной, и зависела от политики колониальных держав. Это было продемонстрировано британцами во время опиумной войны с Китаем в 1839—1842. В 1850 англичане и американцы направили дипломатические миссии в Бангкок, которые потребовали отменить все торговые ограничения по отношению к другим государствам, а также потребовали неприкосновенности своих граждан для сиамских законов (экстерриториальности). Им в этом было отказано. Наиболее заметным наследием Рамы III в Бангкоке считается постройка нового храмового комплекса.

### Рама IV (1851—1868)
В 1851 году будущий король Монгкут оставляет монастырь и вступает на престол как Рама IV. Официально он являлся абсолютным монархом, но фактически его власть была ограничена. Его первые попытки реформ касались внедрения современной системы управления, ограничения рабства, и улучшение прав женщин, но не были успешны.
Рама IV был пользовался давлением со стороны западных держав, так как они был заинтересованы в развитии Сиама, что влияло на его собственные планы по развитию. В 1855 это давление выразилось в виде миссии во главе с губернатором Гонконга, сэром Джоном Боурингом, который прибыл в Бангкок с требованием немедленных перемен, подкреплённым угрозой применения силы. Король немедленно подписал новый договор: обязанности короля были ограничены, королевские монополии в торговле были отменены, экстерриториальность была предоставлена британским гражданам. Другие западные державы получили аналогичные преференции в скором времени.
Вскоре после этого стало понятно, что реальной угрозой для Сиама являются не британцы, а французы. Великобритания была заинтересована в торговле, Франция же хотела построить колониальную империю. В 1859 они заняли Сайгон и в 1867 установили протекторат над всей Кохинхиной, сначала над Южным Вьетнамом, потом над Восточной Камбоджей. Рама IV надеялся на британскую защиту, поскольку он пошёл на требуемые ими уступки. Позднее оказалось, это была иллюзия, однако, несмотря на это, британцы видели Сиам в качестве полезного буферного государства между британской Бирмой и Французскоим Индокитаем.

### Рама V (1868—1910)
В 1868 Рама IV умер, и ему наследовал его 15-летний сын, Чулалонгкорн, который царствовал под именем Рамы V, а ныне известен как Рама Великий. Рама V был первым сиамским королём, получившим западное образование от английской гувернантки Анны Леонуэнс.
Первый год вместо Рамы V правил консервативный регентский совет, но когда король в 1873 достиг совершеннолетия, он взял власть в свои руки. По приказу нового короля был создан Государственный совет, обновлена судебная система и бюджетное управление. Король объявил, что рабство будет скоро отменено, а рабы смогут выкупить свою свободу.
Вначале старшие князья и другие консерваторы успешно противодействовали реформам короля, но затем старшее поколение был заменено младшим — получившими образование на Западе братьями короля. Это обеспечило быструю реализацию реформ и перевооружение армии.
В 1893 французские власти разожгли пограничный спор, чтобы спровоцировать кризис. Французские канонерские лодки появились в Бангкоке и потребовали капитуляции территории Лаоса к востоку от реки Меконг. Король ничего не мог сделать. Французы продолжали давление на Сиам, и в 1896—1907 Сиам потерял огромные территории (Лаос и Камбоджу).
Между тем продолжались реформы, которые превратили страну из абсолютной монархии в современное национальное государство. Этот процесс проводили сыновья короля Рамы V, получившие образование в Европе. По всей стране создавались железные дороги и телеграфные линии, связавшие со столицей провинции, которые ранее были полуавтономны. Национальная валюта — бат — была привязана к золотому стандарту, и современная налоговая система заменила произвольные поборы и трудовые повинности прошлого. В 1910 году, когда король умер, Сиам стал полусовременной страной, чудом сумевшей избежать колонизации.

### Рама VI (1910—1925)
Результатом одной из реформ Рамы V было введение нового порядка престолонаследия по западному образцу, так что в 1910 году трон мирно перешёл к Вачиравуду (Раме VI). Он получил образование в британском Королевском военном училище в Сандхёрсте и Оксфорде, и поэтому был сильно вестернизированным джентльменом. Одна из проблем Сиама в этот период состояла в увеличивающемся разрыве между получавшими образование на Западе членами королевской семьи и представителями знати и остальной частью страны.
Со времен Рамы V король, по-прежнему абсолютный монарх, выступал также в качестве премьер-министра, а на все высшие государственные посты назначал членов своей семьи. Рама VI продолжил социальную программу реформ своего отца: полигамия была отменена, начальное образование стало обязательным, а с 1916 года в Сиаме появилось высшее образование после основания Чулалонгкорнского университета, ставшего кузницей новой сиамской интеллигенции.
В 1917 году Сиам вступил в Первую мировую войну и объявил войну Германской империи для того, чтобы расположить к себе Великобританию и Францию.
Сиам был единственным азиатским государством, отправившим свои войска на Западный фронт, при этом в Сиамском экспедиционном корпусе были и авиационные части. Сиамский контингент принимал участие в оккупации Рейнской области.
По одной из версий, современный флаг Таиланда составлен из цветов флагов Британии, Франции, США, России и Сербии, бывших союзниками Сиама. Участие Сиама в Первой мировой войне дало ему право на участие в конференции в Версале, и министр иностранных дел использовал эту возможность для требования отменить положения конвенций прошлого века и, тем самым, восстановить полный сиамский суверенитет. Соединённые Штаты денонсировали соглашения уже в 1920 году, Франция и Великобритания последовали их примеру в 1925 году. Эта победа добавила популярности королю, но вскоре была омрачена недовольством по другим вопросам, таким как послевоенное ухудшение уровня жизни 1919 года в Сиаме. Важное значение также имел тот факт, что король не имел сына — по-видимому, потому, что он предпочитал общество мужчин больше, чем женщин (это вызвало настоящий переполох в обществе).

### Рама VII (1925—1941)
Когда в 1925 Рама VI внезапно умер в возрасте 44 лет, возник кризис монархической системы правления. Преемником стал младший брат короля Праджадхипока (Рама VII), который унаследовал страну, ослабленную недостатками абсолютной власти. Финансы государства были в состоянии хаоса, также как и сиамская внутренняя политика. Пресса в Бангкоке стала все громче и откровеннее критиковать правительство.
Попытка реформ, предпринятая новым монархом, провалилась. Был учреждён Высший государственный совет, который затем король заполнил членами своей семьи, так что всякое хорошее впечатление, которое он хотел создать, оказалось подорвано. Давление на короля с целью проведения реальных политических реформ стало особенно сильным со стороны получивших университетское образование гражданских служащих, которые печатали статьи, выражавшие их взгляды, в газетах в Бангкоке. Началось формирование реформаторского движения.
Возникло также давление со стороны деловых кругов, которые хотели финансовой стабильности. Восстановление экономики в 20-х годах немного снизило напряжённость, но затем в 1929 году началась Великая Депрессия, которая ещё более подорвала финансовое благополучие государства. Для того, чтобы сохранить свой авторитет в международной торговле с иностранцами, Сиам слишком долго придерживался золотого стандарта.
В 1932 король выступил с обращением к подданным. Страна в этот момент находилась в глубокой рецессии, поэтому слова короля не были хорошо приняты. Под давлением начавшихся беспорядков в столице, правительство согласилось на конституцию, в которой король стал делить власть с премьер-министром. Опираясь на армейские части, Народная партия осуществила 24 июня 1932 государственный переворот. Пока Прачадипок находился во дворце Клай-Кангвон в Хуахине, заговорщики взяли под свой контроль тронный зал Ананда-Самакхом в Бангкоке и арестовали ключевых должностных лиц (в основном принцев и родственников короля). Народная партия потребовала, чтобы Прачадипок стал конституционным монархом и предоставил тайскому народу конституцию. В случае отрицательного ответа они оставляли за собой право объявить Сиам республикой. Король немедленно принял предложение Народной партии, и вернулся в Бангкок 26 июня и принял заговорщиков на королевской аудиенции. Когда они вошли в комнату, Прачадипок поприветствовал их, сказав: «Я встаю в честь Кхана Ратсадона». Это был значительный жест, потому что, согласно предыдущим королевским ритуалам, монархи должны были оставаться на своих местах, пока их подданные делали почтение. Прачадипок признал изменившиеся обстоятельства и 10 декабря была обнародована подписанная королём первая «постоянная» конституция Сиама. Так закончились 150 лет абсолютной власти династии Чакри и эра абсолютной монархии в Таиланде.